# Efferia duncani
Efferia duncani är en tvåvingeart som beskrevs av Wilcox 1966. Efferia duncani ingår i släktet Efferia och familjen rovflugor. Inga underarter finns listade i Catalogue of Life.